# Полковник Сандерс
Ха́рланд Дэ́вид Са́ндерс (англ. Harland David Sanders), более известный как Полко́вник Са́ндерс (англ. Colonel Sanders; 9 сентября 1890 — 16 декабря 1980) — американский ресторатор, основатель сети ресторанов быстрого питания Kentucky Fried Chicken (с англ. — «Жареный цыплёнок из Кентукки», KFC), фирменным рецептом которых являются куски жаренной в панировке курицы, приправленной смесью ароматических трав и специй. Его стилизованный портрет изображается на всех ресторанах сети и на фирменных упаковках продукции.

## Биография

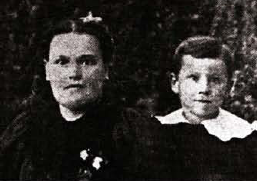
Сандерс в возрасте 7 лет с матерью. 1897 год

Сандерс родился 9 сентября 1890 года в пресвитерианской семье в городе Генривилл, штат Индиана. Его отец, Вилбур Дэвид Сандерс умер, когда Харланду было 5 лет и, так как его мать работала, мальчик отвечал за приготовление еды в доме. Он был отчислен из школы в 1902 году, в седьмом классе. Когда его мать снова вышла замуж, он ушёл из дома, потому что отчим бил его, и перебрался к своему дяде в Нью-Олбани, в том же штате. На Кубе в это время как раз происходили народные волнения против американской оккупации и Департамент армии США начал кампанию по набору добровольцев для пополнения американского оккупационного контингента на острове. Сандерс подделал дату рождения и поступил добровольцем в армию США в 1906 году в возрасте 16 лет. Он отслужил весь положенный срок на Кубе в составе подразделения тылового обеспечения (в котором занимался преимущественно, — как это отражено в его биографии, — выгребанием конского навоза в армейских конюшнях), где и закончил свою службу. За время службы, из-за непривычного для американцев климата и тропических болезней, Сандерс, и без того худощавый, потерял 40 фунтов (18 килограмм) веса. За свою службу Сандерс получил медаль «За умиротворение Кубы» и был с честью отправлен в отставку в феврале 1907 года. Будучи демобилизован с почётом (honorary discharge) и прибыв морем в порт Нового Орлеана, он добрался до железнодорожных путей и запрыгнул на проходящий товарный вагон состава, ехавшего вдоль реки Миссисипи, и на нём доехал до Сент-Луиса, штат Миссури (по другим данным, он сразу по прибытии на континент поехал в Алабаму, где устроился помощником в кузницу, затем мойщиком рельсового подвижного состава на местной железной дороге, а затем кочегаром в отделение пожарной охраны в штате Теннесси, параллельно обучаясь заочно в Университете ЛаСалль в Чикаго — крупнейшем в мире учебном заведении для представителей бизнеса с заочной формой обучения, — во время его работы в Теннесси, из-за драки с другим работником, он был уволен и вынужден был переехать в Арканзас, тем не менее учёбу в вузе окончил успешно). В течение своих молодых лет Сандерсу пришлось работать во многих местах: на пароходе, страховым агентом, кочегаром на железной дороге, фермером, шахтёром. У него был сын (умер в раннем возрасте) и две дочери — Маргарет и Милдред.

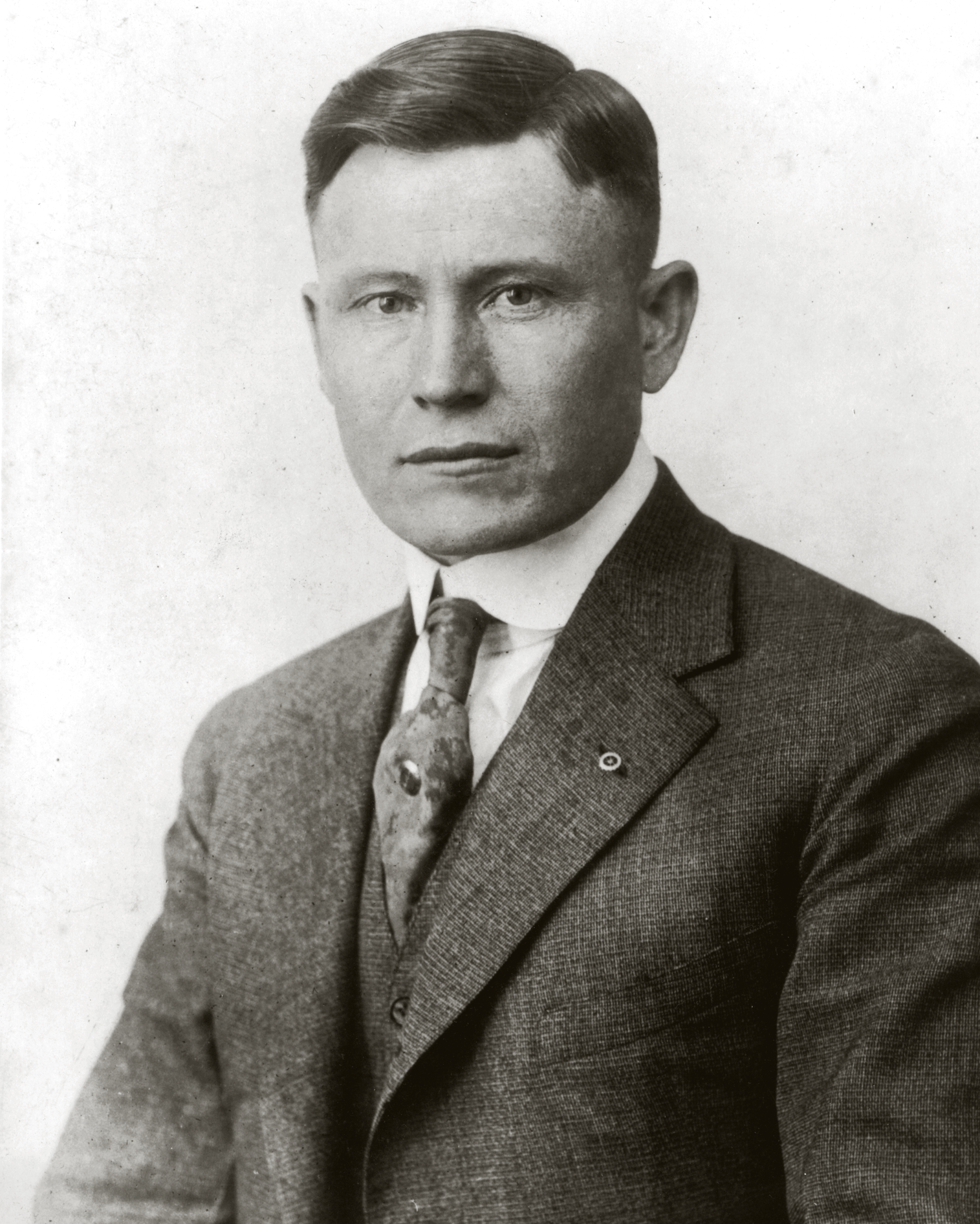
Сандерс в 1914 году

В возрасте 40 лет Сандерс начал готовить блюда из курицы, а также другие блюда, для тех, кто останавливался на его заправочной станции в Корбине, штат Кентукки. В то время он не имел собственного ресторана, поэтому его клиентами, в основном, были жители близлежащих кварталов. Однако его местная популярность росла, и вскоре Сандерс переместился в мотель с рестораном на 142 места, позже ставший «Кафе и музеем Харланда Сандерса». В течение следующих девяти лет он придумывал и улучшал свой «секретный рецепт» жарки курицы под давлением, благодаря которому курица жарится быстрее, чем в сковороде. В 1935 году Сандерс получил почётный титул «Полковник Кентукки» из рук губернатора Руби Лафона, а в 1950-м во второй раз от губернатора Лоренса Везерби.
С развитием карьеры Сандерс стал вести активную социальную жизнь, вступил в Rotary club. Он был масоном, и сумел достигнуть 33° Древнего и принятого шотландского устава, а также вступил в ряд других организаций парамасонского типа. Был членом благотворительной парамасонской организации Shriners.
Около 1950 года Сандерс начал создавать свой особый имидж, отращивать свои фирменные усы и бородку и носить аристократический белый костюм с тонким чёрным галстуком-ленточкой. Он не надевал ничего другого в публичных местах в течение последних 20 лет жизни, чередуя тёплый шерстяной костюм зимой и лёгкий хлопковый — летом.

Когда Сандерсу исполнилось 65, его ресторан стал терпеть убытки из-за открытия новой межштатной автомагистрали I-75, сократившей число посетителей. Он снял деньги со своего фонда социального страхования и начал обходить потенциальных франчайзи. Такой подход оказался успешным и менее чем через 10 лет (в 1964 году) Сандерс продал KFC Corporation за 2 млн долларов компании кентуккийских бизнесменов, возглавляемой Джоном Брауном. Сделка не включала канадские рестораны. В 1965 году Сандерс переехал в Миссиссога, Онтарио, чтобы контролировать свои канадские франшизы, и продолжал собирать новые. В том же году состоялось открытие ресторана KFC в Престоне, Великобритания. 

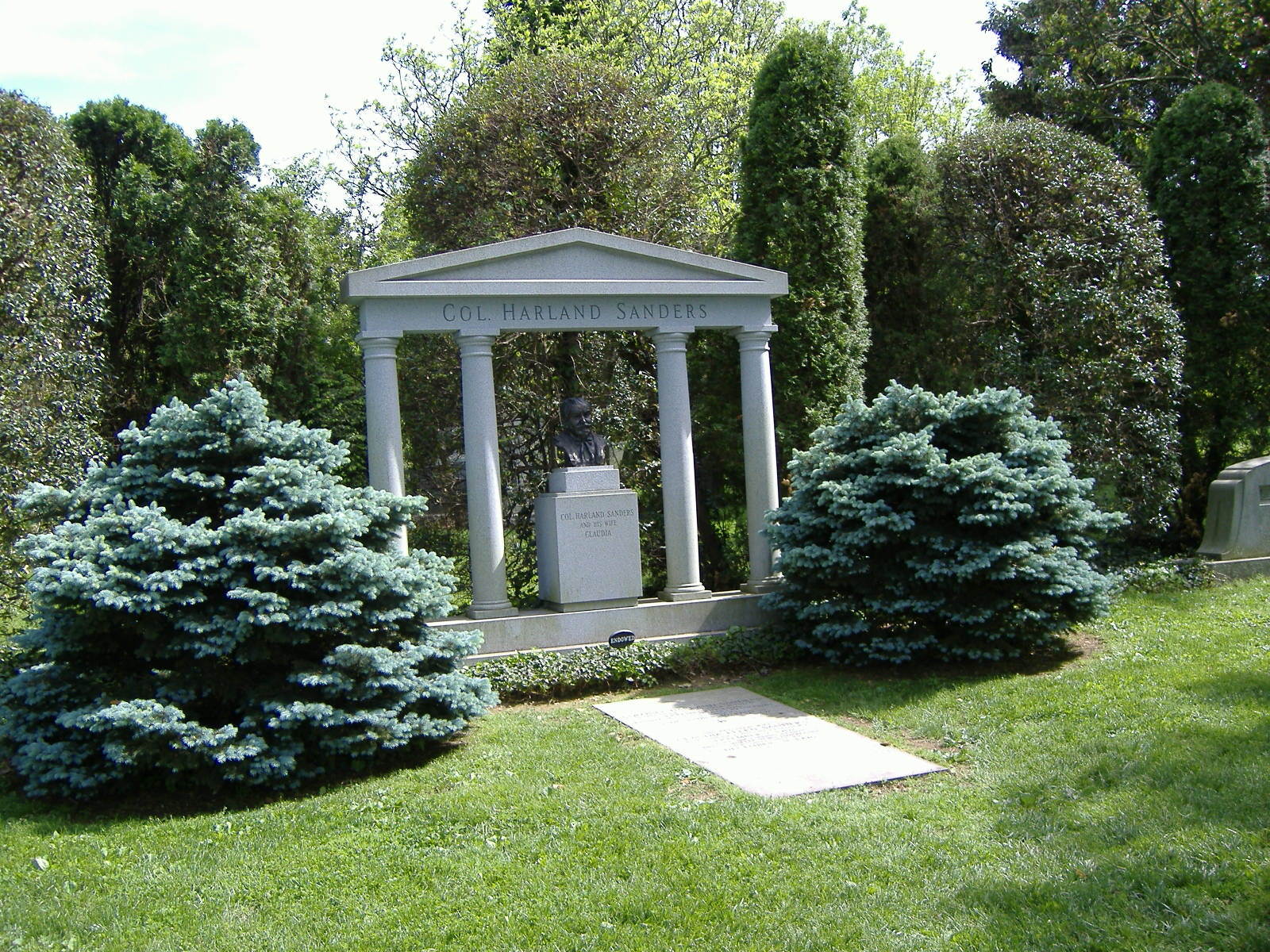
Могила Сандерса в Луисвилле

 В 1970 году Полковник снялся в роли самого себя в комедии «Финкс». В 1973 году он судился с корпорацией «Хьюблейн» (материнской компанией KFC) из-за неправильного использования его имиджа при продвижении товаров, которые он не разрабатывал. В 1976 году в результате независимых исследований Сандерс был признан второй самой известной личностью в мире. В 1979 году «Хьюблейн» безуспешно судилась с Сандерсом за клевету, когда он публично назвал их подливку «илом со вкусом обойного клея».
Сандерс умер в Луисвилле, штат Кентукки, от воспаления лёгких 16 декабря 1980 года в возрасте 90 лет, но он был болен острой формой лейкемии, диагностированной ранее — в июне того же года. Сандерс был похоронен на кладбище Кейв Хилл в своём знаменитом белом костюме с тонким чёрным галстуком.

## Полковник в искусстве

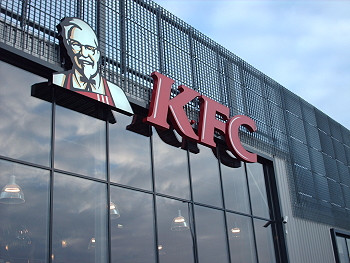
Портрет Полковника на фасадах ресторанов KFC
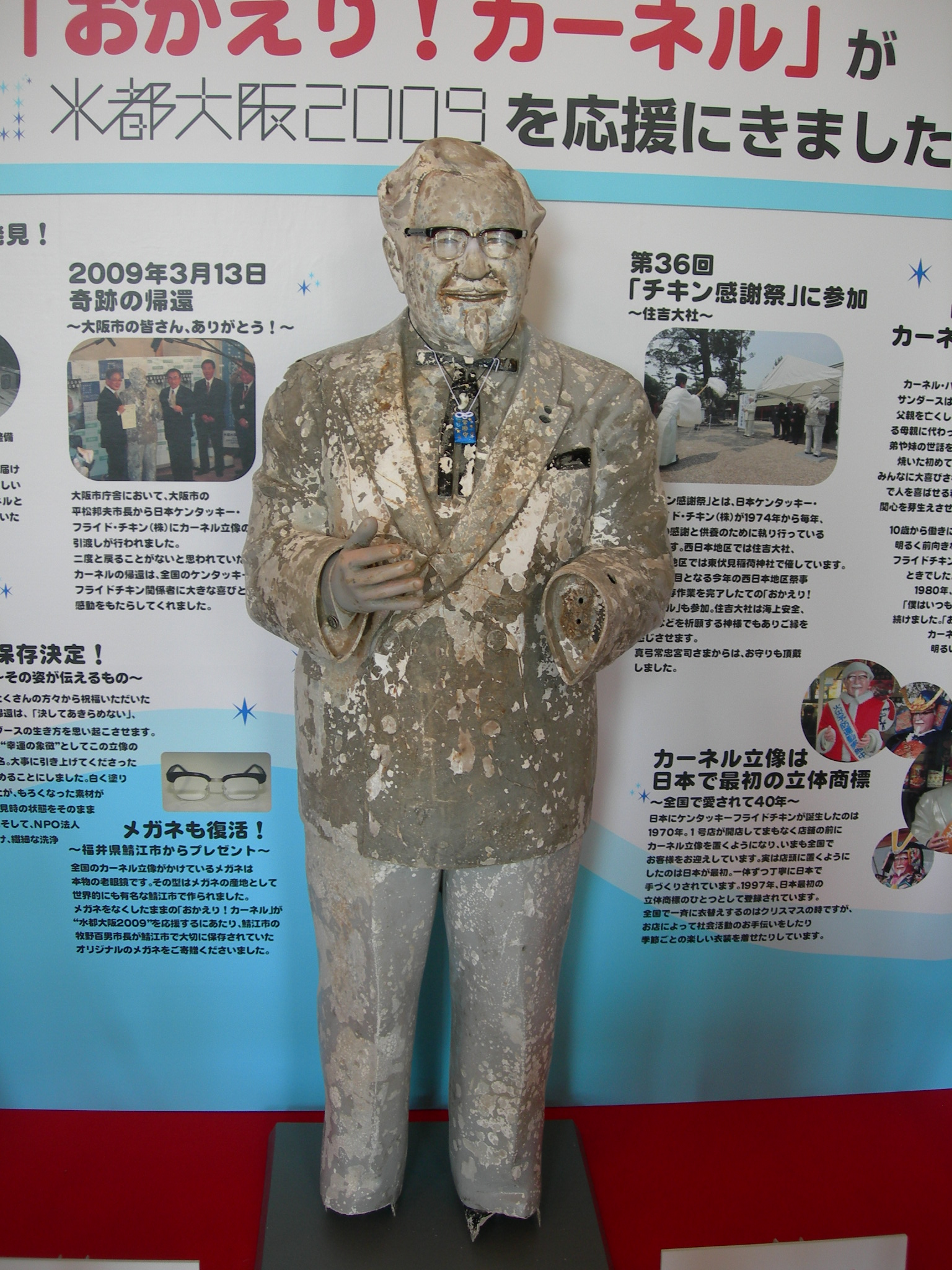
статуя «проклятие Полковника»